# Kotulskite
La kotulskite è un minerale appartenente al gruppo della niccolite.